# Urban Champion
Urban Champion (アーバンチャンピオン) es un juego de lucha de dos jugadores distribuido por Nintendo en 1984. Este se inspiró en el título de Game & Watch de 1984, Boxing (también conocido como Punch-Out!!), el cual fue el primer juego de peleas de Nintendo, también su primer y único juego en LCD de peleas. Urban Champion es el primer videojuego de lucha en 2D de Nintendo, cual fue previo al juego de lucha que define la lucha en 2D moderna, Street Fighter II de Capcom.

## Jugabilidad
El objetivo del juego es tirar al otro jugador en un pozo de inspección de alcantarilla. Hay un límite de tiempo, y el jugador tiene un límite de resistencia, los cuales están representados por números. El jugador tiene dos tipos de ataques: un golpe ligero y un puñetazo fuerte. El puñetazo ligero no empuja al oponente con relación al puñetazo fuerte, pero es más difícil de bloquear. El puñetazo fuerte envía al oponente tambaleándose hacia atrás, pero se pueden bloquear con facilidad y toma un poco más de tiempo lograr.
Por cada puñetazo lanzado, se pierde 1 de resistencia. Las macetas de vez en cuando se caen de las ventanas, que, si golpean a una persona, será aturdido y perderá 5 de resistencia. Cuando un jugador se cae fuera de la acera, pasarán a la siguiente calle. Además, un coche de policía pasara por la pelea cada 30 segundos lo que provoca a los jugadores regresar a sus posiciones iniciales. Los luchadores no son nombrados y son sólo un cambio de paletas (cambio de colores) de los personajes del jugador.

## Otras versiones
Urban Champion fue relanzado para el Nintendo e-Reader, y luego en la Consola Virtual de Wii. 
También una versión para Nintendo 3DS, Llamada 3D CLASSIC: URBAN CHAMPION. por Akira. Este es un remasterizado adaptando el 3D de la consola.
Tiene un port para los sistemas arcades de Nintendo Vs. La cual posee mejoras en el soundtrack y visuales. Durante muchó tiempo se consideró perdido hasta que fue añadidó en la colección de juegos "Arcades: Vs." Para la Nintendo Switch.

## Recepción
Las reseñas para Urban Champion en la Consola Virtual fueron negativas. Matt Casamassina de IGN ha denominado a Urban Champion "el peor juego de Nintendo alguna vez ha hecho".